# (124695) 2001 SR136
(124695) 2001 SR136 は、木星L5トロヤ群小惑星の1つである。
2001 SR136 は、離心率が0.00218と、極めて円に近い軌道を持つ。これはL5トロヤ群小惑星の中では最も小さな値であり、木星トロヤ群の中でも (11251) イカリオン (Icarion) の0.00157に次いで2番目に小さな値である。また、この値は木星の0.0488よりも小さい。